# Zygmunt Chmielnicki
Zygmunt Chmielnicki (ur. 9 listopada 1891 w Nieświczu na Wołyniu, zm. 16 kwietnia 1944 w KL Dachau) – polski ksiądz rzymskokatolicki, duszpasterz w diecezji żytomierskiej i diecezji łuckiej, wikariusz generalny bp. Adolfa Szelążka, kapelan Armii Krajowej, ofiara represji sowieckich i niemieckich.
Po ukończeniu gimnazjum w Łucku rozpoczął studia prawnicze na Uniwersytecie Kijowskim. Jednak przerwał je, wstępując do seminarium duchownego w Żytomierzu. W 1918  otrzymał święcenia kapłańskie. W diecezji żytomierskiej pełnił posługę w miejscowościach Horoszki,  Toporzyszcze i Uszomierz. W 1924 został przeniesiony do Berdyczowa, który w wyniku Traktatu Ryskiego znalazło się w ZSRR. 15 maja 1926 został aresztowany przez władze sowieckie i skazany na trzy lata więzienia w łagrze na Wyspach Sołowieckich. W 1927 został przewieziony do więzienia Butyrki w Moskwie, a w styczniu 1928 r., w ramach wymiany więźniów politycznych między Polską a ZSRR, uwolniony. Po wyjściu na wolność wyjechał do Łucka, gdzie inkardynowano go do diecezji łuckiej. Swoje relacje z posługi duszpasterskiej w ZSRR oraz uwięzienia w sowieckim łagrze opublikował w odcinkach (pod wspólnym pod tytułem Kartki wspomnień) w piśmie diecezji łuckiej Życie Katolickie, którego był jedynym redaktorem. W 1933 otrzymał godnością kanonika  Kolegiaty Świętej Trójcy w Ołyce, a 18 mają 1942 godność prałata-scholastyka tejże kolegiaty. Z nominacji biskupa łuckiego Adolfa Szelążka pełnił funkcję wikariusza generalnego oraz ojca duchownego i wykładowcy teologii pastoralnej w seminarium duchownym, dziekana dekanatu łuckiego i duszpasterza w parafii katedralnej. Według różnych źródeł był wytypowany przez biskupa Szelązka na biskupa pomocniczego w Łucku, ale z powodu wojny do formalnej nominacji nie doszło. 
W czasie okupacji niemieckiej współpracował ze strukturami Polskiego Państwa Podziemnego, będąc kapelanem AK. Z tego powodu został aresztowany przez Niemców i od sierpnia do listopada 1943 przebywał w więzieniu. W połowie stycznia 1944 r. Gestapo aresztowało go po raz drugi. Wraz z uwięzionymi polskimi księżmi z Równego, Ludwikiem Syrewiczem i Janem Kąkolem został przewieziony do więzienia przy ul. Łąckiego we Lwowie, a w marcu tegoż roku do więzienia we Wrocławiu. 29 marca trafił do niemieckiego obozu koncentracyjnego w Dachau, gdzie 16 kwietnia zmarł po skatowaniu przez niemieckiego kapo. Ciało spalono w obozowym krematorium.  